# Тео Зідан
Те́о Зіда́н Ферна́ндес (фр. Théo Zidane Fernández; нар. 18 травня 2002, Екс-ан-Прованс) — французький футболіст, півзахисник іспанського клубу «Кордова».

## Клубна кар'єра

### «Реад Мадрид»
Почав займатися футболом в молодіжній команді «Канільяс», а 2010 року приєднався до академії мадридського «Реала». З вересня 2020 року почав виступати за резервну команду «Реал Мадрид Б».
16 липня 2023 року продовжив контракт з Реалом до червня 2024 року, але залишився у резервній команді. В листопаді 2023 року вперше потрапив в заявку основного складу «Реала» на матч Ліги чемпіонів УЄФА проти італійського «Наполі», але на полі не з'явився.

### «Кордова»
11 липня 2024 року перейшов у клуб Сегунди «Кордова», підписавши двохрічний контракт. 16 серпня дебютував за клуб в матчі Сегунди проти «Мірандеса», вийшовши на заміну Хенаро Родрігесу. 10 листопада 2024 року в поєдинку проти «Кастельйона» забив свій перший гол за «Кордову».

## Кар'єра в збірній
Виступав за збірні Франції до 16, до 17 і до 20 років. В травні 2019 року в складі збірної до 17 років виступав на юнацькому чемпіонаті Європи в Ірландії. На турнірі провів 5 поєдинків, дійшовши з командою до півфіналу, де французи поступились італійцям.

## Особисте життя
Син Зінедіна Зідана; його брати Енцо, Лука та Ельяс також професіональні футболісти.

## Статистика виступів
Станом на 2 травня 2025
| Клуб              | Сезон             | Чемпіонат                | Чемпіонат | Чемпіонат | Кубок | Кубок | Єврокубки | Єврокубки | Інші  | Інші | Всього | Всього |
| Клуб              | Сезон             | Дивізіон                 | Матчі     | Голи      | Матчі | Голи  | Матчі     | Голи      | Матчі | Голи | Матчі  | Голи   |
| ----------------- | ----------------- | ------------------------ | --------- | --------- | ----- | ----- | --------- | --------- | ----- | ---- | ------ | ------ |
| Реал Мадрид Б     | 2020–21           | Сегунда Дивізіон Б       | 3         | 0         | —     | —     | —         | —         | —     | —    | 3      | 0      |
| Реал Мадрид Б     | 2021–22           | Прімера Федерасьйон RFEF | 22        | 0         | —     | —     | —         | —         | —     | —    | 22     | 0      |
| Реал Мадрид Б     | 2022–23           | Прімера Федерасьйон      | 31        | 1         | —     | —     | —         | —         | 1     | 0    | 32     | 1      |
| Реал Мадрид Б     | 2023–24           | Прімера Федерасьйон      | 37        | 2         | —     | —     | —         | —         | —     | —    | 37     | 2      |
| Реал Мадрид Б     | Всього            | Всього                   | 93        | 3         | 0     | 0     | 0         | 0         | 1     | 0    | 94     | 3      |
| Кордова           | 2024–25           | Сегунда Дивізіон         | 32        | 4         | 1     | 0     | —         | —         | 0     | 0    | 33     | 4      |
| Всього за кар'єру | Всього за кар'єру | Всього за кар'єру        | 125       | 7         | 1     | 0     | 0         | 0         | 1     | 0    | 127    | 7      |

1. ↑  Матчі в плей-оф Прімери Федерасьйон